# Weida
Weida est une ville de Thuringe (Allemagne), située dans l'arrondissement de Greiz. Elle a été au Moyen Âge le siège d'une importante seigneurie.

## Géographie

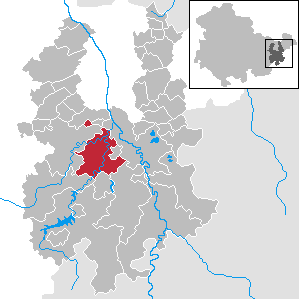
Situation de la ville (en rouge) dans l'arrondissement

Weida se situe au centre de l'arrondissement, au confluent de l'Auma et de la Weida affluent de l'Elster Blanche, dans le Vogtland thuringeois, à 12 km au sud de la ville de Gera et à 19 km au nord-ouest de Greiz, le chef-lieu de l'arrondissement. Weida administre également la petite commune de Crimla.
La vieille ville est construite sur la rive gauche de la Weida et dans une boucle de la rivière tandis que le château est édifié sur un éperon rocheux situé entre les deux rivières.
Weida n'est pas structurée officiellement en quartiers, mais traditionnellement, la distinction est faite entre Vieille ville et Ville neuve (Altstadt et Neustadt). À cela s'ajoutent les deux villages de Deschwitz et Liebsdorf et une petite exclave (forêt) située entre Harth-Pöllnitz, Zedlitz et Crimla. Weida administre également la commune de Crimla.
Communes limitrophes (en commençant par le nord et dans le sens des aiguilles d'une montre) : Harth-Pöllnitz, Wünschendorf-sur-Elster, Teichwitz, Hohenölsen, Steinsdorf et Schömberg.

## Histoire

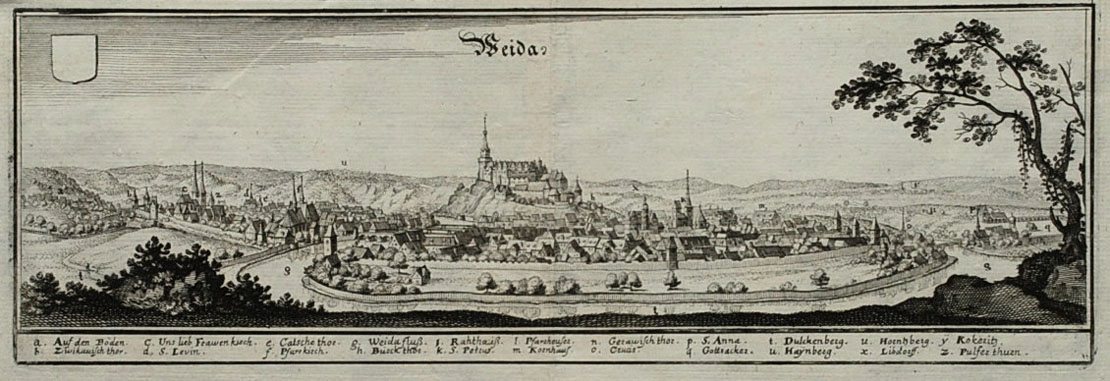
Vue de Weida en 1650

Weida a sans doute vu le jour autour de l'an 1000 lors de la colonisation de ces anciennes terres slaves . L'Empereur nommait alors dans ces régions tout juste défrichées des baillis chargés de les défendre et de les mettre en valeur. Le premier bailli Erkenbert Ier s'installe à Wünschendorf, son fils Erkenbert II entreprend la construction d'un château sur la rive droite de la Weida. Dès 1122, un Erkenbert von Weida est signalé dans les textes comme bailli de Weida.
Au XIIe siècle, entre 1163 et 1193, Heinrich Ier construit l'Osterburg sur un éperon rocheux entre la Weida et l'Auma, ce qui permet de contrôler le passage des deux rivières. Ce château sera la résidence des baillis de Weida, Gera et Greiz jusqu'en 1427. Weida est alors le berceau du Vogtland et de la famille qui deviendra celle des Princes de Reuss. Cependant, Weida rejoint les possessions de l'Électorat de Saxe, puis celles du royaume de Saxe dont elle fait partie jusqu'en 1815. La ville est alors intégrée au Grand-duché de Saxe-Weimar-Eisenach (cercle de Neustadt).
En 1920, elle rejoint le nouveau land de Thuringe (arrondissement de Gera). Une conférence de groupes occultistes a lieu en 1925 au cours de laquelle Aleister Crowley est nommé chefmagus des occultistes allemands.
Des entreprises de la ville ont fait travailler des STO français dits "réfractaires" pendant la Seconde Guerre mondiale.
Après la Seconde Guerre mondiale, Weida rejoint la République démocratique allemande (district de Gera, arrondissement de Gera-Land).
Elle est intégrée à l'arrondissement de Greiz en 1994 après la re-création du land de Thuringe.

## Démographie
La population de Weida qui avait régulièrement augmenté jusqu'au milieu du XXe siècle n'a depuis cessé de baisser.

## Politique
Aux élections municipales du 7 juin 2009, les résultats obtenus ont été les suivants :
| Parti                      | Nombre de conseillers | Pourcentage de voix |
| -------------------------- | --------------------- | ------------------- |
| SPDCDU                     | 7                     | 35,1 %              |
| FWG                        | 6                     | 28,4 %              |
| Die Linke                  | 5                     | 24,4 %              |
| Union SPD-Verts-ProKommune | 2                     | 12,2 %              |

## Monuments
Le monument le plus intéressant de Weida est son château, l'Osterburg, construit sur un éperon rocheux au-dessus de la vieille ville et de la rivière. Construit au XIIe siècle par les baillis dont il fut la résidence jusqu'au XVe siècle, il a été remanié en 1536 dans le style Renaissance et au XIXe siècle. Son donjon de 54 m de hauteur est l'un des plus vieux d'Allemagne.
Le viaduc ferroviaire Oschütztal construit en fer en 1884 et en service jusqu'en 1983 mesure 28 m de haut et 185 m de long.
Le centre historique de la petite cité possède plusieurs bâtiments remarquables ainsi que quelques églises dignes d'intérêt.

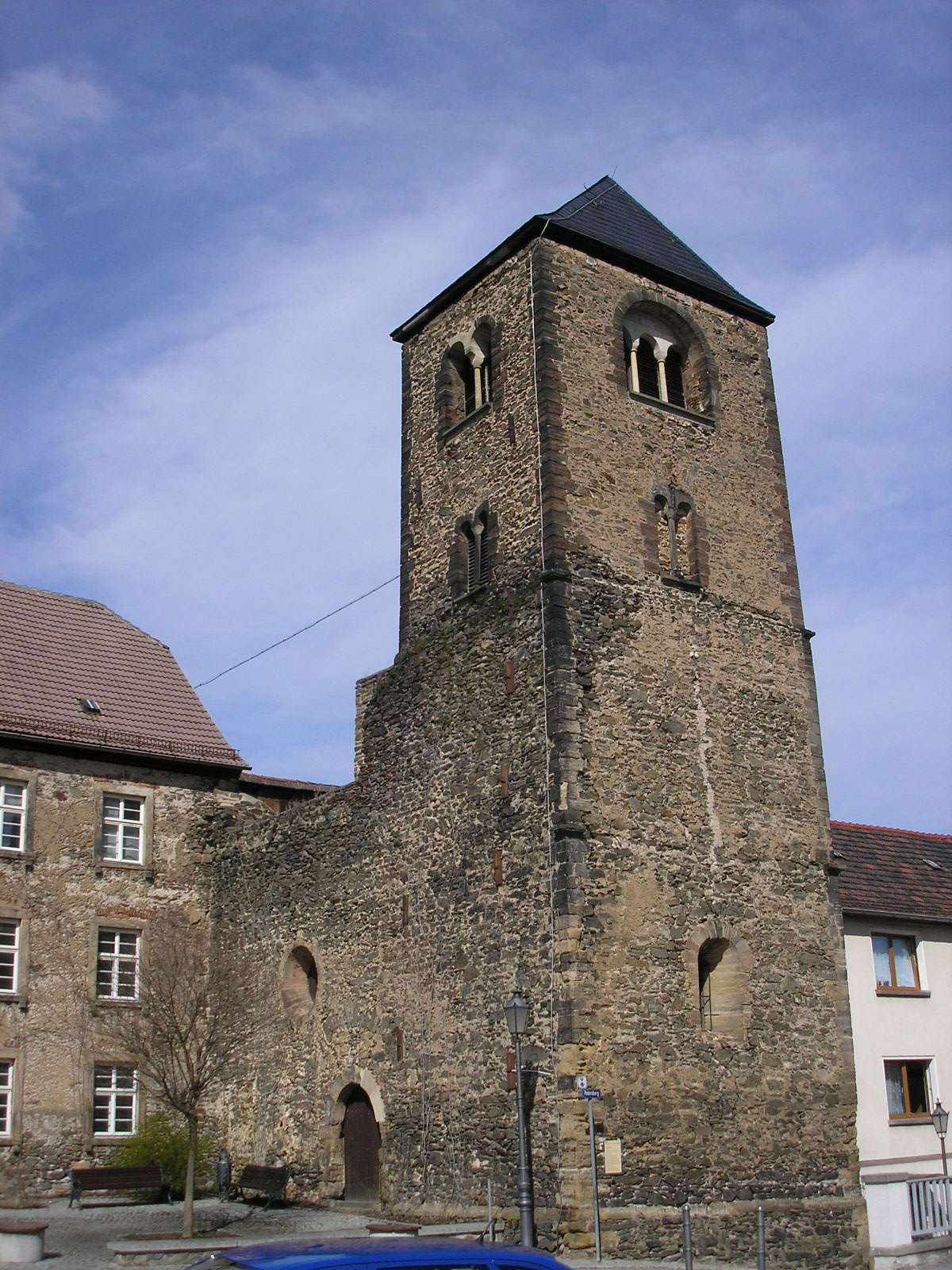
La Perterskirche
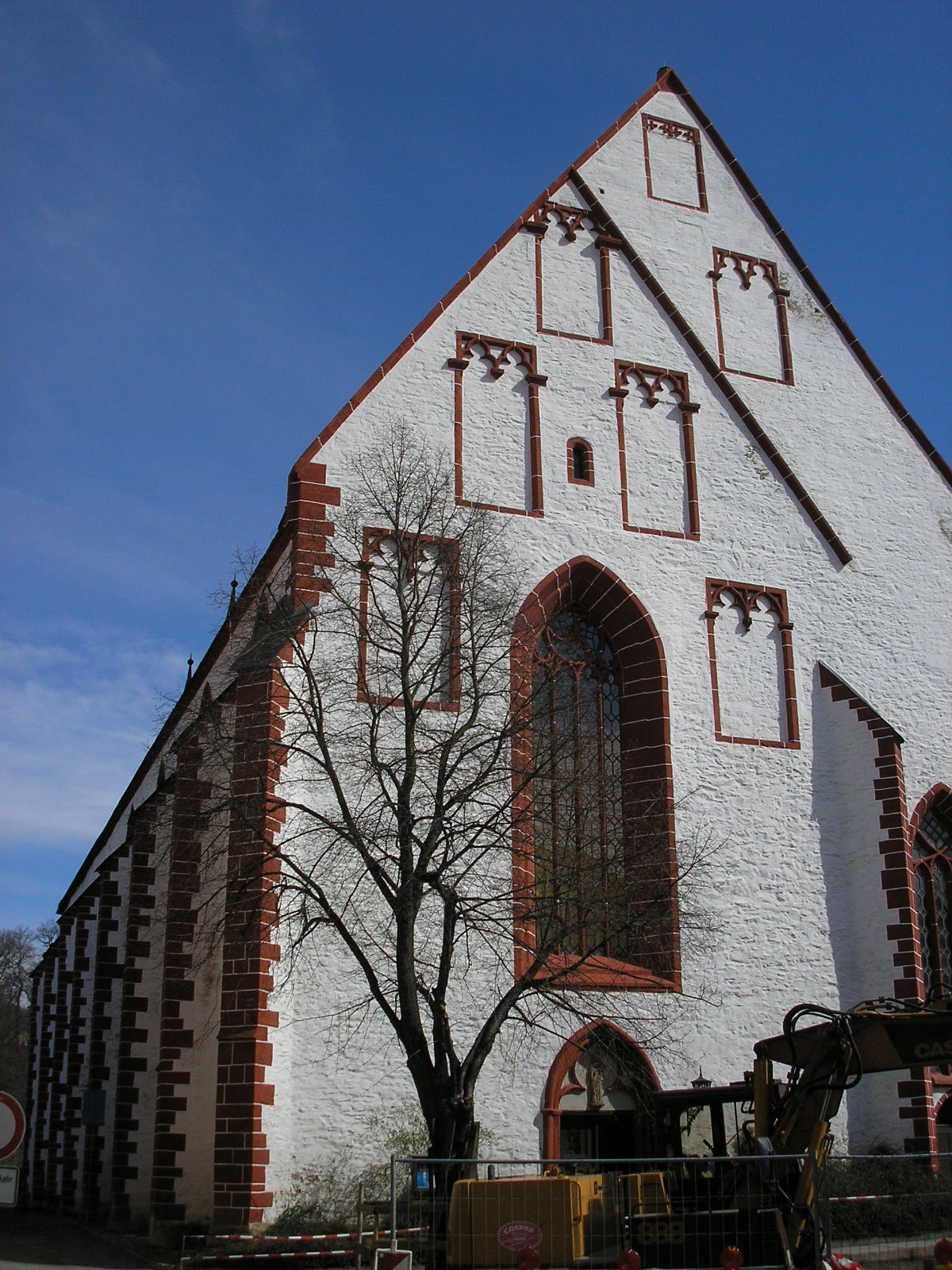
La Stadtkirche
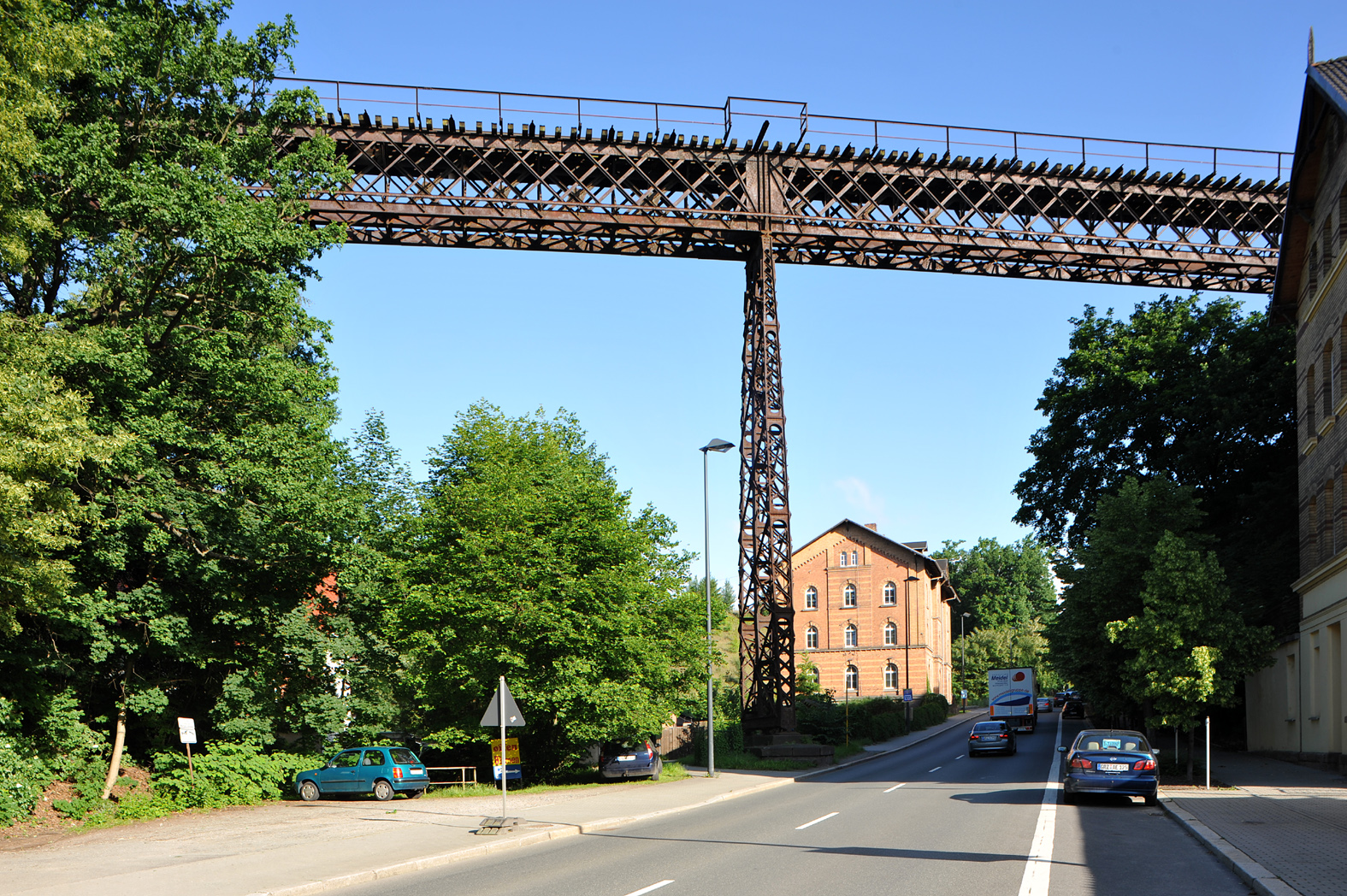
le viaduc de l'Oschütztal
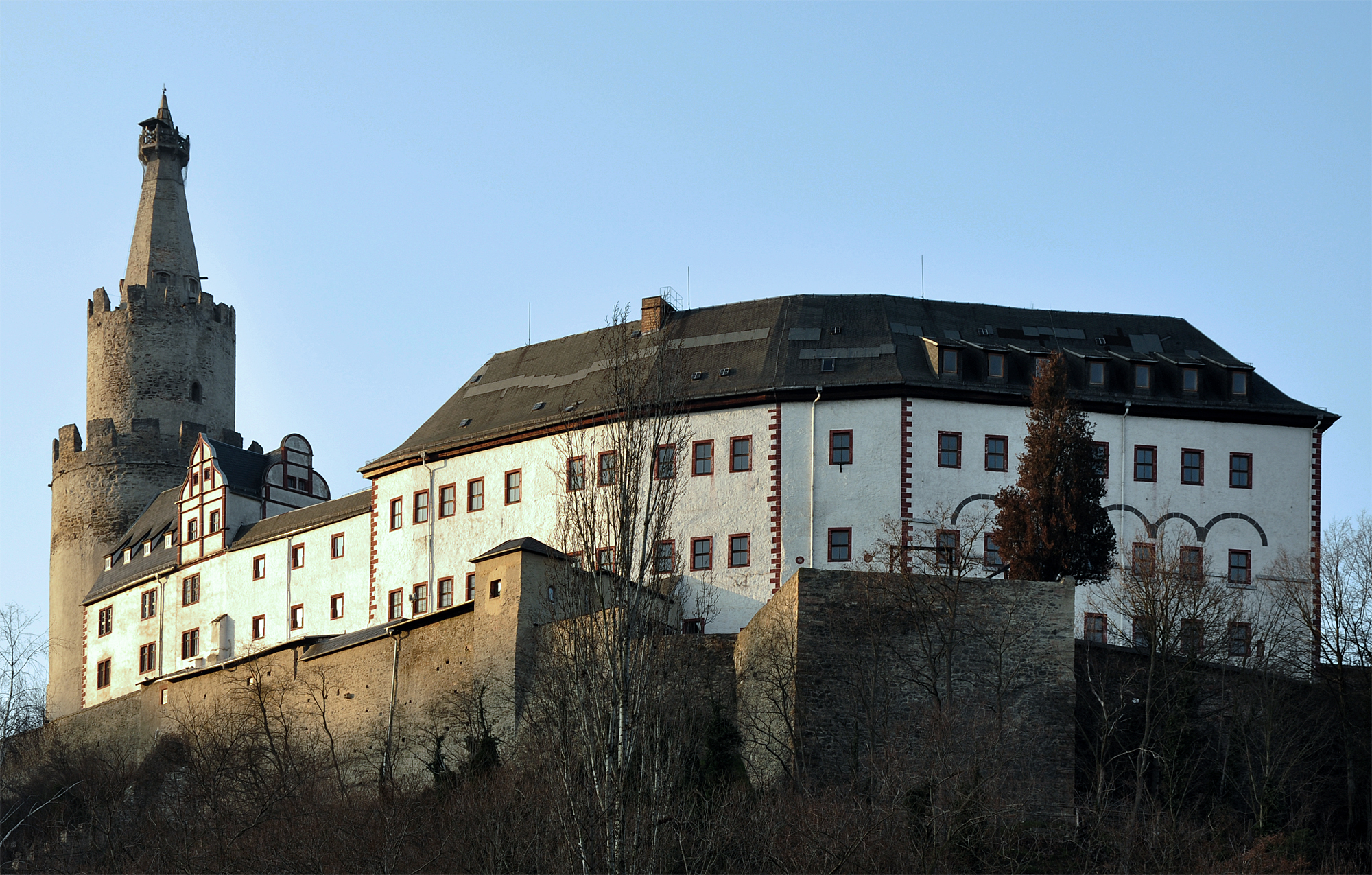
L'Osterburg, château de Weida

## Sports
Le principal club sportif de Weida est le TC Thüringen Weida, club de football fondé en 1909 et évoluant en ligue de Thuringe.

## Communications
Weida se trouve au croisement de la nationale N175 Großebersdorf-Weida-Berga/Elster-Werdau-Zwickau et de la N92 Gera-Greiz-Plauen.
La route K517 rejoint Wünschendorf/Elster au nord et la L2331 la commune d'Auma-Weidatal au sud-ouest.
Weida est un carrefour ferroviaire muni de deux gares, Weida et Weida-Altstadt. La ville est desservie par la ligne Gera-Weida-Saalfeld et par la ligne Werdau-Wünschendorf-Weida-Zeulenroda-Mehltheuer.

## Jumelages
- Neu-Isenburg (Allemagne)
- Calw (Allemagne)
- Mezőtúr (Hongrie)

## Personnalités liées à la ville
- Georg Samuel Dörffel (1643-1688), astronome mort à Weida.
- Maurice-Guillaume de Saxe-Zeitz (1664-1718), duc de Saxe-Zeitz mort à Osterburg.